# Penestoglossa pygmaea
Penestoglossa pygmaea is een vlinder uit de familie van de zakjesdragers (Psychidae). De wetenschappelijke naam van deze soort is voor het eerst voorgesteld door Hans Rebel in een publicatie uit 1917.
De soort komt voor in Soedan.